# Бай Хун
Бай Хун (кит. спр. 白虹, піньїнь: Bái Hóng, буквально «біла веселка»; справжнє ім'я — Бай Лічжу, 24 лютого 1920 — 28 травня 1992) — китайська актриса та співачка. Вона отримала популярність у 1940-х роках, як одна з семи великих співачок.

## Біографія
У віці 12 років Бай була прийнята до ансамблю Мін'юе. Вона використала сценічний псевдонім Бай Хун (кит.: 白虹), що в перекладі означає «біла веселка». Вона також була відома як одна з «трьох пекінських Бай» (кит.: 北平三白) спільно з Бай Гуан і Бай Ян.
Музична кар'єра Бай розпочалася, коли їй було 13 років. У своєму першому фільмі вона знялася у 15 років. У 1930-х роках вона вже була популярною виконавицею. 1934 року Бай взяла участь у конкурсі вокалістів в Шанхаї, де вона отримала понад 200 голосів. 1936 року вона здійснила поїздку південно-східною Азією з ансамблем Мін'юе. Через рік Бай приєдналася до трупи Цінняо (кит.: 青鳥劇團).
1930 року Бай було визнано однією з трьох великих співачок жанру Mandopop спільно з Чжоу Сюань і Гун Цюся.
Її кар'єра досягла свого піка у 1940-х роках, коли музичний стиль виконання пісень швидко змінився на джаз. «П'янка губна помада» (恼人的秋雨), «Любов і золото» (爱情与黄金) та «Квіти не квітнуть без дощу» (雨不洒花花不红) були деякими з пісень, що принесли їй популярність. Вона була також відома своєю піснею у стилі танго, «Він подібний до весняного вітру» (郎是春日风).
Була одружена з композитором Лі Цзиньгуаном, але розлучилася з ним 1950 року, залишилася в Китаї після 1949 року і продовжувала зніматися у фільмах. Вона також виступала у Пекінському театрі. Під час Культурної революції, через своє минуле вона зазнавала переслідувань та насильства. Бай офіційно закінчила кар'єру у 1979 році.
Бай померла в Пекіні 28 травня 1992 року.

## Фільмографія
| Рік  | Українська назва                  | Китайська назва (спр.) | Китайська назва (трад.) | Міжнародна назва               | Роль | Реліз |
| ---- | --------------------------------- | ---------------------- | ----------------------- | ------------------------------ | ---- | ----- |
| 1940 |                                   | 潇湘夜雨               | 潇湘夜雨                |                                |      | —     |
| 1941 |                                   | 孤岛春秋               | 孤岛春秋                |                                |      | —     |
| 1941 | Фіга                              | 无花果                 | 无花果                  | Fig                            |      | —     |
| 1941 |                                   | 玉碎珠圆               | 玉碎珠圆                |                                |      | —     |
| 1944 | Сон у Червоному теремі            | 红楼梦                 | 紅樓夢                  | Dream of the Red Mansions      |      | —     |
| 1948 | Зруйнована мрія                   | 红楼残梦               | 紅樓殘夢                | The Broken Dream               |      | —     |
| 1949 | Прекрасна леді у блакитній лагуні | 蓝湖碧玉               | 藍湖碧玉                | A Fair Lady by the Blue Lagoon |      | —     |